# William Mark Duke
Pour les articles homonymes, voir Duke.
William Mark Duke, né le 7 octobre 1879 à Saint-Jean au Nouveau-Brunswick et décédé le 31 août 1971 à Vancouver en Colombie-Britannique, était un prélat catholique canadien. Il a été ordonné évêque en 1928. Il a été l'archevêque de l'archidiocèse de Vancouver de 1931 à 1964.

## Biographie
William Mark Duke est né le 7 octobre 1879 à Saint-Jean au Nouveau-Brunswick. Il a été ordonné prêtre le 29 juin 1903 pour le diocèse de Saint-Jean.
Le 10 août 1928, il a été nommé évêque coadjuteur de l'archidiocèse de Vancouver par le pape Pie XI. Par la même occasion, il a été nommé archevêque titulaire de Phasis (de). Il a été consacré évêque le 18 octobre suivant par Timothy Casey avec comme co-consécrateurs Edouard Alfred LeBlanc et Patrice Alexandre Chiasson. Le 5 octobre 1931, il a succédé à Timothy Casey en tant qu'archevêque de Vancouver.
Le 30 octobre 1953, il reçut un doctorat honoris causa en droit de l'Université de la Colombie-Britannique. Il participa au IIe concile œcuménique du Vatican de 1962 à 1965. Le 1er octobre 1968, il reçut les clés de la ville de Vancouver.
Il se retira de sa fonction d'archevêque de Vancouver le 11 mars 1964 et continua de servir en tant qu'archevêque émérite. Pendant cette période, il fut nommé archevêque titulaire de Séleucie-en-Isaurie (de). Il meurt à l'âge de 91 ans le 31 août 1971 à Vancouver.

## Succession apostolique
William Mark Duke a ordonné les évêques suivants :
- Évêque Patrick Albert Bray, C.I.M. (1936)
- Évêque Edward Quentin Jennings (1941)
- Évêque John Fergus O'Grady, O.M.I. (1956)